# Staatsmijnen in Limburg

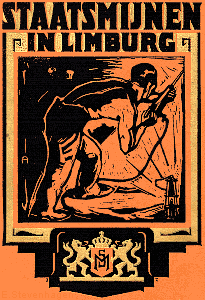
Staatmijnen in Limburg

Alle mijnen in Nederlands Limburg; de concessies van de Staatsmijnen zijn weergegeven in roze

De Staatsmijnen in Limburg waren van staatswege geëxploiteerde Nederlandse steenkolenmijnen die gevestigd waren in de provincie Limburg waar ze steenkool ontgonnen in het Zuid-Limburgs steenkoolbekken. Na de sluiting van de mijnen tussen 1965 en 1973 werd het resterende bedrijf omgevormd tot het chemieconcern Koninklijke DSM. 

## Geschiedenis
Tegen het einde van de negentiende eeuw werd de vraag naar steenkool steeds groter. In 1899 werd door de Nederlandse regering de Commissie voor de Mijnen benoemd om de wenselijkheid van exploitatie van steenkool door de staat te onderzoeken. Nadat deze commissie in 1900 rapport had uitgebracht, besloot de regering een wetsvoorstel in te dienen om staatsexploitatie mogelijk te maken.
Bij mijnwet van 24 juni 1901 werd beschikt dat van staatswege in Limburg kolenmijnen zouden worden geëxploiteerd. Krachtens deze wet werd het gehele Zuid-Limburgse kolengebied, voor zover nog niet aan particulieren in concessie gegeven, voor ontginning toegewezen aan de staat. De staat werd hierbij concessionaris en kreeg de betreffende mijnen in eigendom. De wetgeving was een reactie van de overheid op initiatieven van privékapitaalverschaffers, die in het laatste kwart van de negentiende eeuw al begonnen waren met de particuliere mijnbouw in Nederland.
Om een en ander tot uitvoer te brengen werd op 1 mei 1902 de door de staat gefinancierde onderneming Staatsmijnen in Limburg opgericht. De eerste directeur hiervan was H.J.E. Wenckebach.
De volgende Staatsmijnen zijn in Limburg in bedrijf geweest:
- Staatsmijn Wilhelmina te Terwinselen (1906 - 1969)
- Staatsmijn Emma te Treebeek/Hoensbroek (1911 - 1973)
- Staatsmijn Hendrik te Brunssum (1915 - 1963)
- Staatsmijn Maurits te Lutterade-Geleen (1926 -1967)

De Staatsmijn Beatrix (1954) bij Vlodrop is nooit in productie genomen. De aanleg werd gestopt na voltooiing van twee schachten.
De Staatsmijn Hendrik werd in 1963 geïntegreerd met de Staatsmijn Emma, waarna de combinatie Staatsmijn Emma-Hendrik genoemd werd. 
Het voormalig hoofdkantoor van de Staatsmijnen was sinds 1906 gevestigd in Heerlen. Het gebouw werd vanaf 1986 in diverse fasen gesloopt. Staatsmijnen verhuisde naar een nieuw kantoorgebouw elders in de stad.
De Nederlandse Staatsmijnen zijn in 1973 overgegaan in Koninklijke DSM NV.

## Spoorwegbedrijf van de Staatsmijnen
Voor de afvoer van de kolen maakte de Staatsmijnen gebruik van het eigen Mijnspoor Staatsmijn Maurits - Staatsmijn Hendrik. Deze dubbelsporige spoorlijn liep van de Staatsmijn Hendrik naar de staatsmijn Emma, via station Nuth en Staatsmijn Maurits, naar de haven van Stein aan het Julianakanaal. Hierop reed men met eigen locomotieven en speciale goederenwagens. Voor personenvervoer van belangrijke gasten had men een eigen Pullmanrijtuig beschikbaar, dat nu in het bezit is van de ZLSM en in originele staat is gerestaureerd.

## Trivia

Het oude logo van de staatsmijnen toont de Van Itersonkoeltorens van de Staatsmijn Emma

- Vindplaatsen van fossielen: op het stort van de voormalige mijn Laura in Eygelshoven en de Staatsmijn Emma-Hendrik te Brunssum kan men nog fossielen aantreffen uit het Carboon.
- Op de plaats van het voormalige hoofdkantoor van de Staatsmijnen, ook wel "boerderij" genoemd in de volksmond, gelegen in het centrum van Heerlen, staat nu het winkelcentrum Corio Center Heerlen.
- Er werden door Staatsmijnen achtereenvolgens drie personeelsbladen uitgegeven: Stukkool (1929-1942), Steenkool (1946-1955) en Nieuws van de Staatsmijnen (1952-1975).